# Steve Trapmore

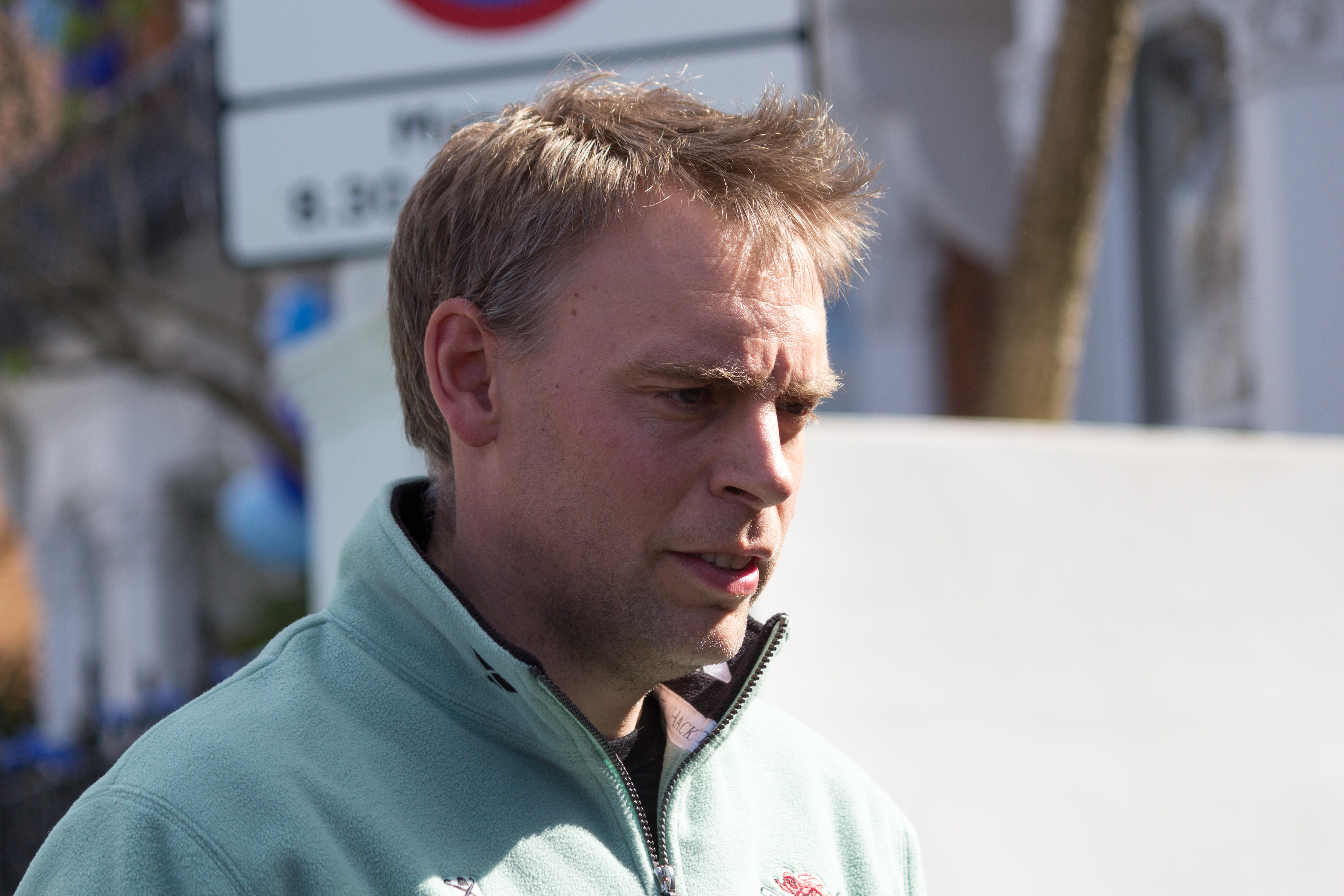
Steve Trapmore als Trainer des Cambridge University Boat Club im Jahr 2015

Stephen „Steve“ Patrick Trapmore (* 18. März 1975 in Hammersmith) ist ein ehemaliger britischer Ruderer.
Bei den Ruder-Weltmeisterschaften 1996 saß Trapmore im Vierer mit Steuermann, der auf den vierten Platz fuhr. Im Jahr darauf gewann Trapmore in der gleichen Bootsklasse die Bronzemedaille. 1998 wechselte Trapmore in den britischen Achter, mit dem er den siebten Platz bei den Weltmeisterschaften belegte. Bei den Ruder-Weltmeisterschaften 1999 gewann im Achter der Titelverteidiger aus den USA vor den Briten, die ihrerseits die Russen und die Rumänen hinter sich ließen. 2000 siegten beim Weltcup-Auftakt die Kroaten vor den Briten. Die anderen beiden Weltcup-Regatten gewannen die Briten, die sich auch bei den Olympischen Spielen 2000 in Sydney vor den australischen Gastgebern und den Kroaten die Goldmedaille sicherten. Bei den Ruder-Weltmeisterschaften 2001 belegte Trapmore mit dem britischen Achter den fünften Platz.
2002 wechselte der 1,92 m große Steve Trapmore kurz vor den Weltmeisterschaften in den Vierer mit Steuermann und gewann in dieser Bootsklasse zum Abschluss seiner Karriere seinen einzigen Weltmeistertitel.
Trapmore ruderte für die Nottinghamshire County Rowing Association. 2010 übernahm er den Posten des Cheftrainers beim Cambridge University Boat Club.